# Международна паркова система (Клуейн/Рангел-Сейнт Елайс/Глейшер –Бей/Татшеншини-Алсек)
Международната паркова система (Клуейн/Рангел-Сейнт Елайс/Глейшер –Бей/Татшеншини-Алсек)  (на английски: Kluane / Wrangell–St. Elias / Glacier Bay / Tatshenshini-Alsek) е международна паркова система, намираща се в Канада и САЩ на границата на Юкон, Аляска и Британска Колумбия.
Системата е вписана в списъка на световното културно и природно наследство на ЮНЕСКО през 1979 г. и разширявана през 1992 г и 1994 г. за впечатляващите ледници и ландшафт на ледените полета, както и за важните места за местообитание на мечките гризли, северните елени и овните на Дал.
Тя включва следните паркове:
- Клуейн (национален парк) на английски: Kluane National Park and Reserve (Canada)
- Рангел-Сейнт Елайс (национален парк) на английски: Wrangell–St. Elias National Park and Preserve (U.S.)
- Глейшер–Бей (национален парк) на английски: Glacier Bay National Park and Preserve (U.S.)
- Татшеншини-Алсек (провинциален парк) на английски: Tatshenshini-Alsek Provincial Park (provincial park, British Columbia, Canada)